# Jérémy Desbraux
Jérémy Desbraux (* 1986 in Belfort) ist ein französischer Koch.

## Werdegang
Desbraux kochte bei Etienne Krebs in Montreux und bei Gérard Rabaey nahe Montreux (drei Michelinsterne), von 2011 bis 2018 im Hôtel de Ville in Crissier (drei Michelinsterne) zuerst bei Philippe Rochat, dann bei Benoît Violier und Franck Giovannini, bei dem er Souschef war.
Anfang 2019 übernahm er das Maison Wenger in Le Noirmont von Georges Wenger, der es 38 Jahre betrieben hatte (zwei Michelinsterne).

„Ausserdem habe ich immer jemanden gekannt, der bei Monsieur Wenger gearbeitet hat. Freunde, mein Bruder und vor allem meine Frau Anaëlle Roze, die ich hier kennengelernt habe.“

Im gleichen Jahr wurde das Restaurant erneut mit zwei Michelinsternen ausgezeichnet.
Desbraux ist einer der wenigen Köche, die noch die klassische hohe Kochmütze (Toque) tragen.

## Auszeichnungen
- 2019: Zwei Michelinsterne für das Restaurant Maison Wenger in Le Noirmont
- 2019: Entdeckung des Jahres in der Westschweiz[2]